# Marco Koskas
Marco Koskas, född 1951 i Tunisien, är en fransk författare. Koskas har medverkat i många tidningar och tidskrifter, bland andra Le Matin, The Globe, L'Express och Libération, och har skrivit tolv böcker. 1979 erhöll han det litterära priset Prix du premier roman för Balace Bounel. Koskas emigrerade till Israel 2011.